# Bomarea evecta
Bomarea evecta är en alströmeriaväxtart som beskrevs av Gunnar Wilhelm Harling och Neuendorf. Bomarea evecta ingår i släktet Bomarea och familjen alströmeriaväxter.
Artens utbredningsområde är Ecuador. Inga underarter finns listade i Catalogue of Life.